# Lukas Jutkiewicz
Lucas Isaac Jutkiewicz (Southampton, 28 marzo 1989) è un calciatore inglese, attaccante del Birmingham City.

## Palmarès

### Club

#### Competizioni nazionali
- Football League One: 1

Birmingham City: 2024-2025